# Золина, Галина Дмитриевна
Галина Дмитриевна Золина (род. 3 июня 1961, станица Новомалороссийская, Краснодарский край) — российский государственный деятель, ректор Российского государственного аграрного университета имени К. А. Тимирязева (2016—2018).

## Биография
Родилась 3 июня 1961 года в станице Новомалороссийская, Краснодарский край.

### Образование
Окончила Усть-Лабинское педагогическое училище и работала учителем в родной школе. Затем училась на заочном отделении Майкопского педагогического института и преподавала русский язык и литературу. В 2007 году училась на факультете журналистики КубГУ и защитила кандидатскую диссертацию «Формирование положительного образа Краснодарского края в средствах массовой информации», после чего ей присудили учёную степень кандидата филологических наук. Диссернет обнаружил заимствования в данной диссертации. Позднее дважды представляла к защите докторские диссертации: в 2012 году — по теме «Социально-политическая общность региона в информационно-коммуникативном универсуме: идентично-имиджевый дискурс» (политические науки), в 2014 году — «Универсум массовой информации социальной общности: идентично-имиджевый дискурс» (филологические науки). Впоследствии докторская диссертация была раскритикована научным сообществом по причине наличия плагиата, а Золина вошла в антирейтинг худших ректоров России .

### Карьера
Работала освобождённым секретарем комсомольской организации колхоза «Россия» и в течение нескольких лет заведовала районным отделением «Сбербанка». В 1999 году заняла пост заместителя гендиректора Агрокомплекса «Выселковский» по социальным вопросам. Затем была назначена советником губернатора Краснодарского края А. Н. Ткачёва по СМИ.
С января 2005 года заместитель губернатора по вопросам социального развития. За заслуги в профессиональной деятельности награждена орденом Святой равноапостольной княгини Ольги II степени.
С 27 декабря 2016 года была назначена исполняющей обязанности ректора Российского государственного аграрного университета имени К. А. Тимирязева. В июле следующего года возглавила Департамент образования в Министерстве сельского хозяйства РФ.
В январе 2018 года утверждена в должности ректора РГАУ-МСХА им. К. А. Тимирязева, но уже в сентябре 2018 года освобождена с этой должности.
В апреле 2022 года после открытия первого университетского лицея имени Н.И Лобачевского в Усть-Лабинске стала его директором.
В августе 2022 года Золина ушла с поста директора университетского лицея.

### Общественная деятельность
Член ВПП «Единая Россия», член Президиума регионального совета партии, заместитель секретаря регионального политического совета и член регионального исполнительного комитета.

### Семья
Замужем, двое сыновей.